# Serbischer Fußballpokal 2011/12
Der Serbische Fußballpokal 2011/12 (auch Kup Srbije) war die sechste Austragung des serbischen Pokalwettbewerbs. Er wurde vom Serbischen Fußball-Bund (FSS) ausgetragen. Das Finale fand am 16. Mai 2012 im Stadion Mladost von Kruševac statt.
Pokalsieger wurde Roter Stern Belgrad. Das Team setzte sich im Finale gegen FK Borac Čačak durch. Durch den Sieg qualifizierte sich Roter Stern für die 2. Qualifikationsrunde in der UEFA Europa League 2012/13.

## Modus
Das Halbfinale wurde in Hin- und Rückspiel ausgetragen. In den anderen Runden wurden die Begegnungen in einem Spiel ausgetragen. Endete ein Spiel nach 90 Minuten unentschieden, kam es direkt zum Elfmeterschießen.

## Teilnehmer
| SuperLiga 2010/11 (16) | SuperLiga 2010/11 (16) | Prva Liga (18) | Prva Liga (18) | Regionale Pokalsieger (5)                                                             |
| --- | --- | --- | --- | ------------------------------------------------------------------------------------- |
| - FK Borac Čačak - FK BSK Borča - FK Čukarički - FK Hajduk Kula - FK Inđija - FK Jagodina - FK Javor Ivanjica - FK Metalac | - Partizan Belgrad - FK Rad Belgrad - Roter Stern Belgrad - Sloboda Point Sevojno Užice - FK Smederevo - Spartak Zlatibor Voda - Vojvodina Novi Sad - OFK Belgrad | - FK Banat Zrenjanin - FK BASK - FK Bežanija - Big Bull Radnički Šid - FK Dinamo Vranje - FK Kolubara - FK Mladi Radnik - FK Mladost Lučani - FK Napredak Kruševac | - FK Novi Pazar - FK Novi Sad - FK Proleter Novi Sad - FK Radnički Kragujevac - FK Radnički Sombor - FK Srem - FK Teleoptik - FK Zemun - OFK Sinđelić Niš | - FK Donji Srem - FK Mačva Šabac - FK Radnički Niš - FK Šumadija Jagnjilo - FK Trepča |

## Vorrunde
In dieser Runde traten die neun schlechtplatziertesten Teams der Prva Liga (Serbien) 2011/12 und die fünf Sieger des Regionalpokals an.
|                      | Ergebnis        |                       |
| -------------------- | --------------- | --------------------- |
| 31. August 2011      |                 |                       |
| FK Trepča            | 0:1             | FK Kolubara           |
| FK Šumadija Jagnjilo | 1:0             | FK Zemun              |
| FK Radnički Niš      | 4:0             | FK Dinamo Vranje      |
| FK Mačva Šabac       | 0:0 (1:3 i. E.) | FK Srem               |
| FK Donji Srem        | 4:0             | Big Bull Radnički Šid |
| FK Mladi Radnik      | 0:2             | FK Teleoptik          |
| FK Bežanija          | 0:0 (4:5 i. E.) | FK Novi Sad           |

## 1. Runde
Teilnehmer: Die sieben Sieger der Vorrunde, die Top Neun der Prva Liga 2010/11 und alle Teams der SuperLiga 2010/11.
|                             | Ergebnis        |                       |
| --------------------------- | --------------- | --------------------- |
| 20. September 2011          |                 |                       |
| FK Metalac                  | 3:0             | FK Srem               |
| 21. September 2011          |                 |                       |
| FK Radnički Kragujevac      | 0:0 (4:2 i. E.) | FK Rad Belgrad        |
| FK Napredak Kruševac        | 0:2             | Spartak Zlatibor Voda |
| FK Donji Srem               | 0:1             | Vojvodina Novi Sad    |
| FK Hajduk Kula              | 0:1             | FK Kolubara           |
| FK Banat Zrenjanin          | 2:0             | FK BSK Borča          |
| FK Mladost Lučani           | 1:2             | Roter Stern Belgrad   |
| Sloboda Point Sevojno Užice | 1:1 (4:2 i. E.) | FK Teleoptik          |
| FK Novi Pazar               | 0:3             | Partizan Belgrad      |
| FK Radnički Niš             | 0:1             | OFK Belgrad           |
| FK Borac Čačak              | 4:1             | FK Radnički Sombor    |
| FK Šumadija Jagnjilo        | 2:2 (5:6 i. E.) | FK Inđija             |
| FK Smederevo                | 1:0             | FK BASK               |
| FK Čukarički                | 0:0 (3:5 i. E.) | FK Proleter Novi Sad  |
| FK Javor Ivanjica           | 1:0             | FK Novi Sad           |
| 27. September 2011          |                 |                       |
| OFK Sinđelić Niš            | 1:2             | FK Jagodina           |

## Achtelfinale
|                             | Ergebnis        |                        |
| --------------------------- | --------------- | ---------------------- |
| 25. Oktober 2011            |                 |                        |
| Roter Stern Belgrad         | 1:0             | FK Banat Zrenjanin     |
| 26. Oktober 2011            |                 |                        |
| Spartak Zlatibor Voda       | 1:1 (5:4 i. E.) | FK Radnički Kragujevac |
| OFK Belgrad                 | 5:0             | FK Kolubara            |
| FK Inđija                   | 1:2             | Vojvodina Novi Sad     |
| Sloboda Point Sevojno Užice | 1:1 (2:4 i. E.) | FK Smederevo           |
| FK Proleter Novi Sad        | 0:0 (1:4 i. E.) | FK Borac Čačak         |
| FK Jagodina                 | 1:1 (2:4 i. E.) | FK Javor Ivanjica      |
| Partizan Belgrad            | 3:1             | FK Metalac             |

## Viertelfinale
|                     | Ergebnis        |                       |
| ------------------- | --------------- | --------------------- |
| 23. November 2012   |                 |                       |
| FK Borac Čačak      | 0:0 (4:2 i. E.) | Spartak Zlatibor Voda |
| OFK Belgrad         | 0:2             | Partizan Belgrad      |
| Vojvodina Novi Sad  | 1:0             | FK Javor Ivanjica     |
| Roter Stern Belgrad | 4:0             | FK Smederevo          |

## Halbfinale
|                              | Gesamt |                    | Hinspiel | Rückspiel |
| ---------------------------- | ------ | ------------------ | -------- | --------- |
| 21. März 2012011. April 2012 |        |                    |          |           |
| Roter Stern Belgrad          | 4:0    | Partizan Belgrad   | 2:0      | 2:0       |
| FK Borac Čačak               | 1:0    | Vojvodina Novi Sad | 0:0      | 1:0       |

## Finale
| Paarung             | Roter Stern Belgrad – FK Borac Čačak |
| Ergebnis            | 2:0 (1:0) |
| Datum               | 16. Mai 2012 |
| Stadion             | Stadion Mladost, Kruševac |
| Zuschauer           | 10.000 |
| Schiedsrichter      | Milorad Mažić |
| Tore                | 1:0 Evandro (40.) 2:0 Cristian Martínez Borja (85.) |
| Roter Stern Belgrad | Boban Bajković – Nikola Mikić, Nikola Maksimović, Duško Tošić, Filip Mladenović – Srđan Mijailović, Luka Milivojević (80. Cadú), Evandro, Darko Lazović – Filip Kasalica (78. Luka Milunović) – Cristian Martínez Borja (89. Marko Vešović). Cheftrainer: Robert Prosinečki ( Kroatien)         |
| FK Borac Čačak      | Nikola Milojević – Bogdan Miličić, Aleksandar Ignjatović, Siniša Radanović, Stevan Reljić – Vasilije Prodanović, Stefan Spirovski (58. William Alves), Marko Mugoša (70. Marko Zoćević), Filip Knežević – Jovan Radivojević (82. Miloš Živanović), Marko Pavićević. Cheftrainer: Slavko Vojičić |
| Gelbe Karten        | Luka Milivojević, Cristian Martínez – Bogdan Miličić, Aleksandar Ignjatović, Vasilije Prodanović |